# Cyrtopogon svaneticus
Cyrtopogon svaneticus là một loài ruồi trong họ Asilidae. Cyrtopogon svaneticus được Lehr miêu tả năm 1998. Loài này phân bố ở vùng Cổ Bắc giới.